# Gallotia goliath
La lucertola gigante goliath di Tenerife (Gallotia goliath) Mertens, 1942 è  una specie estinta di sauri della famiglia Lacertidae, che viveva sull'isola di Tenerife (Isole Canarie, Spagna).
Resti fossili di questo animale sono stati trovati in diversi siti paleontologici e archeologici di Tenerife. Si ritiene che misurasse fino a un metro di lunghezza.